# Joseph Cuny
Pour les articles homonymes, voir Cuny.
Joseph Cuny est un homme politique français né le 12 janvier 1780 à Padoux (Vosges) et décédé le 16 juin 1844 à Paris.

## Biographie
Magistrat, substitut du procureur du roi, il est député des Vosges de 1815 à 1816, de 1824 à 1830, soutenant les ministères de la Restauration et de 1834 à 1837 puis de 1839 à 1844, siégeant dans l'opposition légitimiste à la monarchie de Juillet.

## Sources
- « Dictionnaire des parlementaires français de 1789 à 1889 (Adolphe Robert, Edgar Bourloton et Gaston Cougny) », sur gallica BNF (consulté le 7 décembre 2013)